# پادشاه ریش منقار

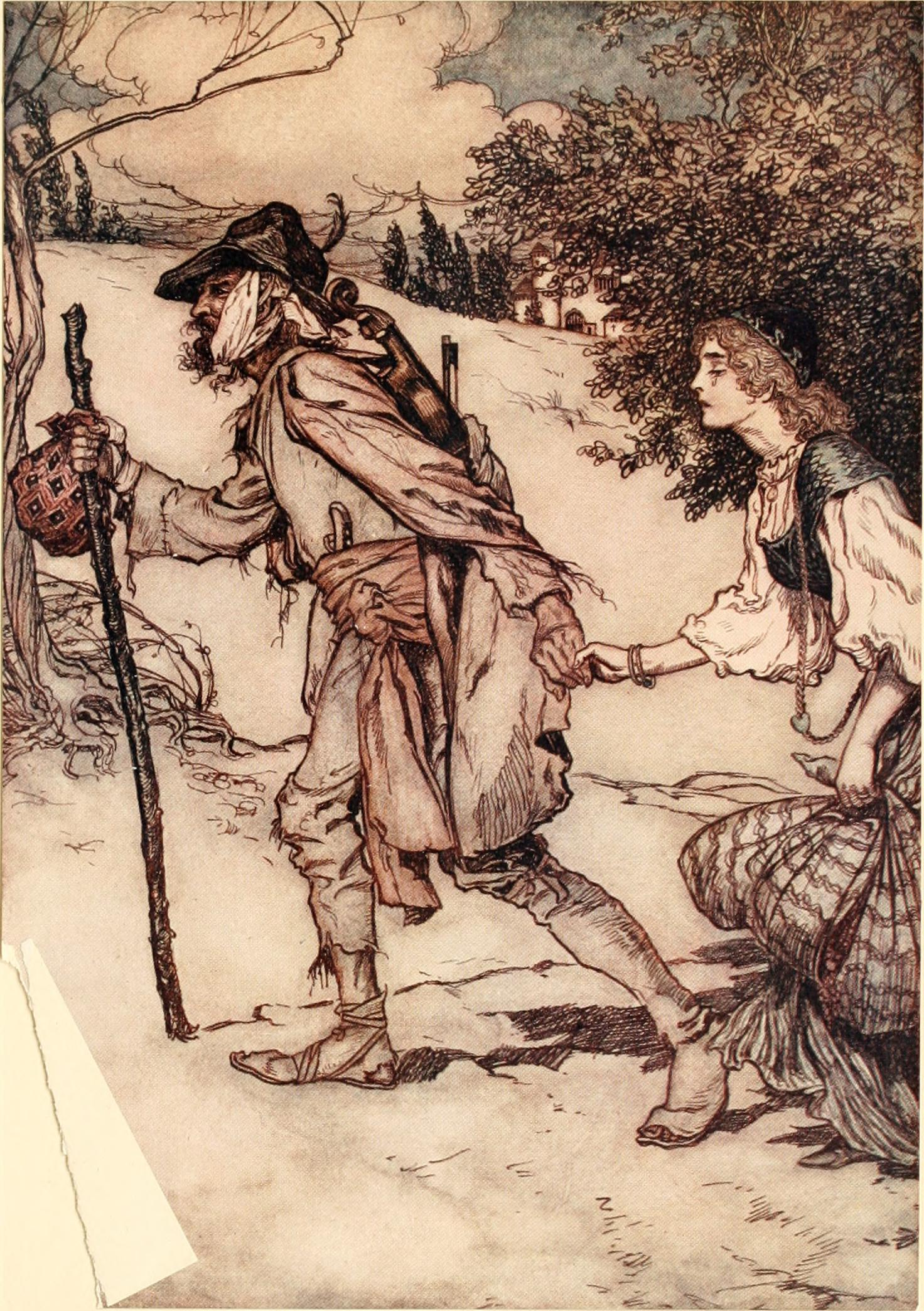
پادشاه ریش منقار اثر آرتور راکهام.

"پادشاه ریش منقار" یا "پادشاه ریش برفکی" و یا "پادشاه ريش‌سينه" و یا "پادشاه پرريش" ( آلمانی: König Drosselbart) یا شاهزاده خانم مغرور (به آلمانی: die hochmütige Prinzessin ) یک افسانه آلمانی است که توسط برادران گریم (KHM 52) گردآوری شده و در كتاب "قصه‌های كودكان و خانوادگی" (Kinder- und Hausmärchen) در سال ۱۸۱۲ منتشر شده است. این از نوع Aarne-Thompson 900 است. 

## خلاصه داستان
در روزگاري دور، پادشاهي پير دختري بسيار زيبا اما مغرور و خودخواه داشت. بسياري از شاهزادگان و مردان ثروتمند براي خواستگاري از اين شاهدخت نزد پادشاه آمدند، اما دختر هر كدام را به شكلي تحقيرآميز تمسخر مي‌كرد. يكي را به خاطر داشتن دماغ دراز، ديگري را به دليل قد كوتاه، يكي را چاق و ديگري را لاغر مسخره مي‌كرد. آخرين خواستگار، پادشاهي جوان با ريش نوك‌تيز بود كه شاهزاده خانم او را به خاطر ظاهرش "شاه ريش‌سينه" ناميد، زيرا نوك ريشش شبيه نوك پرنده‌اي به نام ريش‌سينه (نوعي زاغ‌سان) بود.
پادشاه كه از رفتار دخترش خشمگين شده بود، قسم خورد كه او را به نخستين گدايي كه به قصر بيايد شوهر خواهد داد. پس از چند روز، نوازنده‌اي دوره‌گرد به قصر آمد و براي شاه نواخت. شاه كه خوشش آمد، فوراً دستور داد مراسم ازدواج دخترش با اين نوازنده برگزار شود، با وجود مخالفت شديد دختر.
پس از ازدواج، شاهزاده خانم از قصر رانده شد و به همراه شوهر فقير خود راهي خانه او شد. در راه، از كنار قصرهاي مجلل شاه ريش‌سينه گذشتند و دختر كه از رفتار گذشته‌اش پشيمان شده بود، حسرت مي‌خورد.
خانه‌ي نوازنده كوخ كوچكي بود و شاهزاده بايد كارهاي سختي را انجام مي‌داد: تميز كردن خانه، بافتن زنبيلي از چوب، ريسيدن نخ و... اما در هيچ‌يك مهارتي نداشت. سپس شوهرش او را به بازار فرستاد تا كوزه‌ها بفروشد، اما سربازي مست از كنار رد شد و همه كوزه‌ها را شكست.
نوازنده كه از بي‌لياقتي همسرش به تنگ آمده بود، او را به قصر شاه ريش‌سينه فرستاد تا به عنوان خدمتكار آشپزخانه كار كند. او غذاي باقي‌مانده را درون جيب‌هايش مي‌ريخت و براي شوهرش مي‌برد.
روزي مراسم ازدواج شاه ريش‌سينه در قصر برگزار شد. شاهزاده كه در آشپزخانه كار مي‌كرد، دزدانه به سالن رقص نگاه كرد. ناگهان شاه ريش‌سينه او را براي رقص دعوت كرد و هنگام رقص، غذاهاي پنهان‌شده از جيب‌هايش بيرون ريخت و مهمانان به او خنديدند. شاهزاده فرار كرد و گريه كنان به باغ رفت.
در آنجا، شاه ريش‌سينه حقيقت را فاش كرد: او همان نوازنده و شوهرش بود! همه‌ي اين وقايع براي شكستن غرور و اصلاح رفتار او برنامه‌ريزي شده بود. شاهزاده خانم با شرمندگي تمام از رفتار گذشته‌اش عذرخواهي كرد و قول داد كه ديگر متكبر نباشد.
سپس مراسم ازدواج باشكوهي با حضور پدر دختر برگزار شد و آن دو تا پايان عمر به خوبي و خوشي زندگي كردند.

## ميراث فرهنگي
- اين داستان در سال ۱۹۵۴ در آلمان با عنوان König Drosselbart به كارگرداني هربرت فردرسدورف به فيلم تبديل شد.
- در سال ۱۹۶۹، كارتوني شوروي با نام شاهزاده لوس برگرفته از اين داستان ساخته شد.
- در سريال كارتوني ژاپني افسانه‌هاي برادران گريم يك قسمت با نام شاه ريش‌دراز از روي اين داستان ساخته شده است.
- نسخه‌اي ديگر در كارتون سيمسالا گريم با نام‌هاي متفاوت شخصيت‌ها، مانند پرنسس كانستنس و شاه كنراد به تصوير كشيده شده است.
- در كمك استريپ افسانه‌ها نوشته بيل ويلينگهام، شخصيت شاه ريش‌سينه به عنوان يكي از ساكنان "شهر افسانه‌ها" ظاهر مي‌شود.

## پيوند به بيرون
متن كامل افسانه‌هاي گريم در Standard Ebooks
نسخه‌هاي مختلف افسانه شاه ريش‌سينه در سايت دانشگاه پيتزبورگ